# Biografielijst Zn

## Zna
- Monsef Znagui (1991), Belgisch voetballer
- Nikolaj Znaider (1975), Deens violist
- Florian Znaniecki (1882-1958), Pools-Amerikaans socioloog en filosoof

## Zno
- Helena van Znojmo (1140-1206), Koningin van Polen (1177-1194)